# 구슬 (농구 선수)
구슬(1994년 3월 8일 ~ )은 대한민국의 농구 선수이다. 한국여자프로농구(WKBL) 인천 신한은행 에스버드 소속으로, 포지션은 스트레치 포이다.

## 내력
2013년 WKBL 신입선수 선발회에서 1라운드 전체 4순위로 구리 KDB생명 위너스에 지명되며 프로 생활을 시작하였다. 2016-17 시즌 시작 전 임의탈퇴로 잠시 농구계를 떠났으나, 2017년 1월 다시 팀에 복귀하였다.

## 수상
- 2015-16 한국여자프로농구 3라운드 MIP
- 2017-18 한국여자프로농구 1라운드 MIP
- 2017-18 올스타전 MVP
- WKBL 식스우먼상: 2021